# 後期クイーン的問題
後期クイーン的問題（こうきクイーンてきもんだい、「後期クイーン問題」とも）は、推理作家のエラリー・クイーンが著した後期作品群に典型的に見られる2つの問題の総称。「作中で探偵が最終的に提示した解決が、本当に真の解決かどうか作中では証明できないこと」及び「作中で探偵が神であるかの様に振るまい、登場人物の運命を決定することについての是非」を指す。

## 第一の問題
「作中で探偵が最終的に提示した解決が、本当に真の解決かどうか作中では証明できないこと」についてである。
つまり“推理小説の中”という閉じられた世界の内側では、どんなに緻密に論理を組み立てたとしても、探偵が唯一の真相を確定することはできない。なぜなら、探偵に与えられた手がかりが完全に揃ったものである、あるいはその中に偽の手がかりが混ざっていないという保証ができない、つまり、「探偵の知らない情報が存在する(かもしれない)ことを探偵は察知できない」からである。
また「偽の手がかり」の問題は、いわゆる「操り（あやつり）」とも結び付く。すなわち、探偵が論理によって「犯人」を突き止めたとしても、その探偵、あるいは名指しされた犯人が、より上位の「犯人」に操られている（上位犯人の想定の中で動いている／動かされている）可能性はつねに存在する。このようにメタ犯人、メタ・メタ犯人、……を想定することで、推理のメタレベルが無限に積み上がっていく（無限階梯化）恐れが生じることがある。

## 第二の問題
「作中で探偵が神であるかの様に振るまい、登場人物の運命を決定することについての是非」についてである。
探偵はそもそも司法機関ではなく犯人を指摘する能力はあるが逮捕する権限はなく（素人探偵の場合）、探偵が捜査に参加することあるいは犯人を指摘することにより、本来起きるべきではなかった犯罪が起き、犠牲者が増えてしまうことへの責任をどう考えるのかという問題である（例えば、探偵の捜査を逃れようとした犯人が関係者を殺して回るようなケース）。
また、「名探偵の存在そのものにより事件が引き起こされるケース（例えば、探偵を愚弄あるいは探偵に挑戦するために引き起こされる殺人のようなケース）」、あるいは、「探偵が捜査に参加することを前提として計画された事件が起きるケース」などとも絡んで議論される。
作品の外部構造（作者-読者）の関係性から生まれる「第一の問題」から、作品内の内部構造（犯人-探偵、あるいは犠牲者-探偵）の関係性から登場人物のアイデンティティーに関わる深刻な葛藤「第二の問題」が生起される。

## 議論の来歴
推理作家法月綸太郎が論文「初期クイーン論」で『ギリシア棺の謎』『Yの悲劇』『シャム双子の謎』といった作品について分析する中で指摘した問題である。
なお、法月の論文の段階で「後期クイーン的問題」という語は使われておらず、この語の出所は定かではないが、諸岡卓真は笠井潔の評論がその流通のきっかけとしており、笠井が連載「本格探偵小説の「第三の波」」第七回において、法月が提起した問題を（クイーンの後期作品を例に挙げて）「後期クイーン的問題」と呼んで扱い、また『探偵小説論II』として書籍化した際に「後期クイーン的問題」と題した章を設けたことによって、この名称が推理小説ジャンル内に定着していったとされる。
笠井のほか、巽昌章、小森健太朗、飯城勇三など多くの評論家がその論考においてこの問題に言及している。またこの問題に意識的な実作も多く書かれるようになり、1990年代後半以降のミステリシーン、特にいわゆる「新本格ミステリ」において大きな影響を与えたとされる。
「初期クイーン論」での法月が柄谷行人に依拠し、「形式化（フォーマライゼーション）」についての議論と、ゲーデルの不完全性定理にちなんだ「ゲーデル的問題」の枠組を援用して論を進めたことから、この問題が「探偵小説におけるゲーデル的問題」（あるいは「ゲーデル問題」）などと呼ばれることがある。
しかしこれに対しては、ゲーデルの論と「後期クイーン的問題」には隔たりがあり、推理小説への援用には不正確な点があるとの批判がある。法月も議論のこのような側面は認識しており、「初期クイーン論」において、柄谷のゲーデル理解や敷衍について「『あやうさ』を感じざるをえなかった」「エピゴーネンたちによって（略）安易なメタファーとして一人歩きし始めた」と述べた野家啓一の文を引用している。